# هشام الشهابي
هشام فوزي الشهابي (مواليد 20 أبريل 1988) سباح بحريني متخصص في سباقات السباحة الحرة. تأهل الشهابي للتنافس على سباق السباحة الحرة للرجال 100 متر وهو يبلغ من العمر 16 عاما في أولمبياد أثينا 2004. من خلال حصوله على مكان عالمية من الاتحاد الدولي للسباحة بتسجيله زمن قدره 57.44 ثانية. تحدى ستة سباحين آخرين في ذلك السباق بما في ذلك الباكستاني ممتاز أحمد البالغ من العمر 34 عاما. انهى السباق محتلا المركز الرابع بتسجيله زمن قدره 57.94 ثانية. فشل الشهابي في المضي قدما للدور النصف النهائي وقال بأنه احتل الترتيب 66 من أصل 71 سباح في التصفيات.
يعمل حاليا مسئول التسويق في اللجنة الأولمبية البحرينية.

## روابط خارجية
- هشام الشهابي على موقع الاتحاد الدولي للسباحة (الإنجليزية)
- هشام الشهابي على موقع أوليمبيديا (الإنجليزية)